# 山﨑すがら
山﨑 すがら（やまざき すがら、旧名かとゆい、2001年10月5日 - ）は、日本のタレント、アーティスト、シンガーソングライター、俳優、映像作家。本名 加藤結人（かとう ゆいと）。岐阜県出身。岐阜県立岐阜北高等学校卒業。映画製作団体「黎地フィルム」代表。東京学芸大学卒業。特撮研究ラボ代表。姉と妹がいる。

## 経歴
小学３年生のとき、登校中に初めて曲をつくる。
　2018年にかとゆい名義で「日村がゆく」高校生フォークソングGPに出演し、「パラボラ」で第5回チャンピオンを獲得。その後グランドチャンピオン大会で「7を浮かべて」を披露し、崎山蒼志とともにグランドチャンピオンを獲得した。
　2020年に黎地フィルム制作の短編映画「しゅうしょく」が48時間映画祭東京大会で学生部門賞を受賞。
　YouTubeに自作のミュージックビデオを公開している。
2022年、映画「日本一の晴れ男」を監督。青森県三戸町を舞台に撮影を行い、2022年9月24日に三戸町で上映された。
2024年、東京学芸大学を卒業。同年4月に東京学芸大学大学院に進学し、特撮アーカイブに関する研究をしている。同年7月7日に東京学芸大学 学芸の森ホールにて第1回 特撮研究シンポジウムを開催した。
2025年2月、くも膜嚢胞であることを自身のSNSで公表した。

## 人物

### 生い立ち
2001年10月5日、岐阜県生まれ。血液型O型。幼少期は「ドラえもん」の影響から発明家を志していた。小学生のときは科学者、医者、和菓子職人を志し、中学生のときは小説家を志す。高校生のときに教育学者を目指すようになる。

### 学生時代
小学生のときに美化委員長を務め、委員会内で「おそうじ洗隊ビカレンジャー」を立ち上げた。中学校では生徒会長を務める。
中学校では美術部、高校では放送部に所属。
大学では博物館学、図書館学、社会教育学を専攻している。
卒業論文のテーマは「特撮」で、「ミニチュアとかフィルムとか着ぐるみを博物館で展示するにはどうしたら良いか？」を研究している。
大学の卒業式には卒業式看板を持参した。
大学院では第1回 特撮研究シンポジウムを主催した（登壇者は氷川竜介、アニメ特撮アーカイブ機構 事務局長 三好寛、神谷和宏、坂口将史、中村祐二、真鍋公希）。

### 名前の由来
高校以前は「かとゆい」の名前で活動していたが、高校卒業を機に同一性の拡散と確立を画策して、アイデンティティを模索していく旅の途中という意味で「道すがら」を引用し「山﨑すがら」とした。

### その他
・その哲学的な論調からついた異名は「歩く新書」「教授」
・座右の銘は「脳は覚えるためではなく考えるためにある」
・人生で一番影響を受けた本として「サピエンス全史」を挙げている
・所ジョージ、タモリ、植木等、高田純次を憧れとしており、「令和の無責任男」を目指している。
・将来の夢は「大切な人と縁側でお茶を飲むこと」であり、縁側のある家を建てることを目標としている

## 作品の特徴
ポップで遊び心のあるメロディーと多彩な言葉で韻を踏む歌詞が特徴。山﨑は2018年のインタビュー(当時はかとゆい名義)で「説明文にならないこと、韻を踏むこと、言葉で遊ぶこと」を意識したうえで「歌詞は基本的にスキャットで曲を作ってそのままの語感を保ったまま日本語に変換していく方法で書いています」と語っている。

## 作品

### 書籍
- 映画『日本一の晴れ男』全記録集[26]（2022年9月）
- 第１回 特撮研究シンポジウム 実施報告レポート[27]（2025年5月）

### CDアルバム
|     | 発売年 | タイトル       | 収録曲 | 備考 |
| --- | ------ | -------------- | --- | --- |
| 1st | 2017   | Qノ壱          | 壱.消失の星 弐.変なマーチ 参.頭の中は迷路状態 四.リフレクシオン 五.今日も夜 六.夜殺し 七.無字の便り                                            | 校内限定受注生産                                                                                          |
| 2nd | 2019   | にこたまの怪獣 | 1.7を浮かべて 2.青色の数 3.パラボラ 4.アラカルトの選別 5.レバー 6.パラノイア 7.stranger;march 8.ノート                                         | 配信版（2021）では 9.日本一の晴れ男 10.アラカルトの選別（カラオケver.） 11.パラボラ（カラオケver.）を収録 |
| 3rd | 2022   | 七三           | 1.大学生節 2.出世節 3.わたし恋する乙女 4.てるてる坊主の渚 5.日本一の晴れ男 6.夕暮と傘 7.水槽の中は化石 8.平凡 9.謎 10.日本一の晴れ男(ver.2022) | 2023年1月5日配信開始。 『映画「日本一の晴れ男」音楽集』との同時配信                                       |

### 音楽アーカイブ全集
|                                                        | 配信年 | 収録曲 | 備考 |
| ------------------------------------------------------ | ------ | --- | ---- |
| かとゆい＆山﨑すがら 音楽アーカイブ全集2017-2023 Vol.1 | 2024   | 1.泡の空 2.私のヒデラが落ちるとき 3.無題 4.暗夜体 5.消失の星 6.変なマーチ 7.頭の中は迷路状態 8.リフレクシオン 9.今日も夜 10.夜殺し 11.無字の便り 12.最期の音楽 13.クラクララ 14.曲名未定 15.夏の翌日 16.青のレシピ 17.デレフトリック 18.異明治 19.色彩の狩人 20.奇天烈ラプソティー 21.押しちゃった 22.青空のせいです。 23.シナプス 24.十五の月 25.マッチェルダの大演奏会 |      |
| かとゆい＆山﨑すがら 音楽アーカイブ全集2017-2023 Vol.2 | 2024   | 1.ミーニングレスコーヒー 2.冷奴 3.さかさま 4.灰の星 5.日本一の晴れ男 6.パラボラ 7.東京サイゴ 8.青色の数 9.レバー 10.夜の迷い仔 11.メイビーネイビー 12.アリストテレスの大童 13.ゆうがたみせいねん 14.カイホウ 15.ハローインスタ 16.7を浮かべて 17.アラカルトの選別 18.パラノイア 19.stranger;march 20.めくるとき、はじけると。 21.ノート                                  |      |

### MV（かとゆい時代）
|      | タイトル                   | 備考                                                       |
| ---- | -------------------------- | ---------------------------------------------------------- |
| 2016 | 泡の空                     |                                                            |
| 2016 | 私のヒデラが落ちるとき     |                                                            |
| 2017 | 暗夜体                     |                                                            |
| 2017 | クラクララ                 |                                                            |
| 2017 | 曲名未定                   |                                                            |
| 2017 | 最期の音楽                 |                                                            |
| 2017 | デレフトリック             |                                                            |
| 2017 | 押しちゃった               |                                                            |
| 2017 | 青空のせいです             | 絵／さつー                                                 |
| 2017 | シナプス                   |                                                            |
| 2017 | さよなら十五夜             |                                                            |
| 2017 | 青のレシピ                 |                                                            |
| 2017 | 色彩の狩人                 |                                                            |
| 2017 | マッチェルダの大演奏会     |                                                            |
| 2017 | 夏の翌日                   |                                                            |
| 2017 | ミーニングレスコーヒー     |                                                            |
| 2017 | 冷奴                       |                                                            |
| 2018 | 日本一の晴れ男             |                                                            |
| 2018 | パラボラ                   | 高校生フォークソングGP 第5回チャンピオンを獲得             |
| 2018 | 東京サイゴ                 |                                                            |
| 2018 | 青色の数                   |                                                            |
| 2018 | レバー                     |                                                            |
| 2018 | 夜の迷い仔                 |                                                            |
| 2018 | メイビ―ネイビー            |                                                            |
| 2018 | アリストテレスの大童       |                                                            |
| 2018 | ゆうがたみせいねん。       | 広島県のスリーピースバンド 藍色モラトリアムへの書下ろし    |
| 2019 | カイホウ                   | 滋賀県のユニット MUJICA in true への書下ろし               |
| 2019 | パラノイア                 |                                                            |
| 2019 | stranger;march             | オーディオコメンタリーに 諭吉佳作/men と おおたりお が参加 |
| 2019 | めくるとき、はじけると。   |                                                            |
| 2019 | 存在世界                   |                                                            |
| 2019 | 振り向けば擾乱             |                                                            |
| 2019 | 打ち難き恋敵               |                                                            |
| 2019 | 現象的予兆、或いはヒネモス |                                                            |
| 2019 | ばれたとしたら             |                                                            |
| 2019 | ever come n/a              |                                                            |
| 2019 | 電脳遊戯                   |                                                            |
| 2019 | 7を浮かべて                | 高校生フォークソングGP グランドチャンピオンを獲得          |
| 2019 | 雲隠れ                     |                                                            |

### MV（白線とバランス時代）
|      | アーティスト               | タイトル       | 備考                                                         |
| ---- | -------------------------- | -------------- | ------------------------------------------------------------ |
| 2020 | 山﨑すがら                 | 白線とバランス |                                                              |
| 2020 | クロロプラスト             | 白線とバランス | クロロプラストは長野県の5人組バンドという設定。              |
| 2020 | HaVo                       | 白線とバランス | HaVo（ハーヴォ）はイギリス出身の音楽家という設定。           |
| 2020 | はてな風呂敷ラビリンス     | 白線とバランス |                                                              |
| 2020 | 芦野ほこら                 | 白線とバランス | 山﨑すがらはコーラスで参加                                   |
| 2020 | 超ウルトラスーパーエレニカ | 白線とバランス |                                                              |
| 2020 | きゅるりんぱ               | 白線とバランス | MVは30分耐久となっている。                                   |
| 2020 | ジリボン・オ・レ           | 白線とバランス |                                                              |
| 2021 | 隣人                       | 白線とバランス | なつきとのコラボ。MVはver.Lとver.Rがそれぞれモノラルで公開。 |
| 2021 | すがらりおん               | 白線とバランス | おおたりおとのコラボユニット                                 |
| 2021 | はるすがら                 | 白線とバランス | はるかぜとのコラボ。                                         |
| 2021 | 凡人ズ。                   | 白線とバランス |                                                              |
| 2021 | おとぎばなし               | 白線とバランス |                                                              |
| 2021 | 非公開                     | 白線とバランス |                                                              |
| 2021 | パラグラム                 | 白線とバランス |                                                              |
| 2021 | 足音                       | 白線とバランス |                                                              |
| 2021 | 21世紀少年                 | 白線とバランス |                                                              |
| 2022 | まざる。                   | 白線とバランス | 作詩 真猿・山﨑すがら、作曲 山﨑すがら                       |
| 2022 | どうしようかな             | 白線とバランス |                                                              |
| 2022 | 綴                         | 白線とバランス |                                                              |

### MV(山﨑すがら名義）
|      | タイトル                   | 備考                                                                         |
| ---- | -------------------------- | ---------------------------------------------------------------------------- |
| 2022 | 夕暮と傘                   | 映画「日本一の晴れ男」のNG集を用いたMVになっている。歌には映画出演者も参加。 |
| 2023 | 1年ソング                  | 2022年1月1日から12月31日までの1年間、毎日自撮りし続けて制作したMV。          |
| 2023 | 謎                         | 芸術館を舞台に、6台のプロジェクターや彫刻を使って一発撮りをしたMV。          |
| 2023 | キキちゃんのうた           | 木育ガール キキちゃんのテーマソング。作詞：キキちゃん、作曲：山﨑すがら。    |
| 2023 | 夏しましょう               | 山家輝夏、吉田夏葵ら、映画『日本一の晴れ男』キャストが出演している。         |
| 2024 | はじめての確定申告         |                                                                              |
| 2024 | ゴミのうた                 |                                                                              |
| 2024 | 在来線争                   | 「踊ってみた」動画も公開されている。                                         |
| 2024 | 縁側ジントニック           | ライブ映像のみ公開                                                           |
| 2024 | さよなら内閣、また来て辞職 | 「恋の三権分立」に収録                                                       |
| 2024 | ナショナル・ダイエット     | 「恋の三権分立」に収録                                                       |
| 2024 | サイコー裁判所             | 「恋の三権分立」に収録                                                       |

### 映像作品
黎地フィルム内での作品を扱う
|      | 作品タイトル                | 備考                                                                                        |
| ---- | --------------------------- | ------------------------------------------------------------------------------------------- |
| 2020 | 葉桜                        | 椎名葉 役                                                                                   |
| 2020 | 浴衣を着た幽霊              | ユウスケ 役／監督・脚本・カメラ・音楽を担当                                                 |
| 2020 | ぱらぽるぴろん              | 企画・脚本・編集・音楽を担当                                                                |
| 2020 | しゅうしょく                | 社員 役／企画・脚本・編集・音楽を担当                                                       |
| 2020 | 嘘ばっか                    | 宮本ケンスケ 役／編集・効果音・写真・特撮・演出を担当                                       |
| 2021 | Re-mort à la Mort           | 遠藤澪 役／撮影・編集・音楽・脚本・演出・監督を担当                                         |
| 2021 | 再!SAY!SONG!!               | 宮本ケンスケ 役・珈琲おばさん 役・オーディションの少女AB 役／イラスト・撮影・映像編集を担当 |
| 2022 | 日本一の晴れ男              | 2022年9月24 公開                                                                            |
| 2024 | いつかはきっと、この日々を― | 2024年5月5日 公開                                                                           |

## 出演
バラエティ番組
- AbemaTV「日村がゆく」第5回、グランドチャンピオン大会（2018年）
- AbemaTV「日村がゆく」高校生フォークソング夏フェスSP[42]（2018年）
- 山﨑すがら×サイトウ 対談[43](2022年)
- 「夜のベストパレード」昭和98年12月16日放送回 [44]

ラジオ
- 東京府中FM「おはようフチューズ！」木曜レギュラーMC[45]（2021年）

CM
- チキンラーメン CM「食おうぜ!篇」[46]（2021年）
- JUON NETWORK「#出でよ割り箸」[47]（2023年）

ライブ
- TOKYO Broadcast Fes. 2021 秋[48](2021年)
- 柳ヶ瀬の怪獣[49]（2023年）
- MASA21 Friday Street Garden[50]（2024年）

映画
- 映画『日本一の晴れ男』(2022年)
- 映画『いつかはきっと、この日々を―』（2024年）[51]

インタビュー
- ABEMA TIMES『天才シンガー崎山蒼志くん＆かとゆいくんに直撃！『高校生フォークソングGP』グランドチャンピオン大会でW優勝』[52](2018年8月1日)
- Real Soundテック『日村勇紀＆崎山蒼志＆かとゆい独占インタビュー　「高校生フォークソングGP」優勝者大会を振り返る』[25](2018年8月13日)
- ecobeing 2023年春号 Ecopeople 95 『三人三様、その未来の姿』[20](2023年)
- wakatte.TV「【新企画】教育学部を徹底リサーチ！in東京学芸大学！栗山監督も学んだ！？教育学とは？【wakatte TV】#908」[53]（2023年）

イベント
- 「第１回 特撮研究シンポジウム」主催・司会（2024年）[2]

## 関連リンク
- 山﨑すがら (@yamazaki_sugara) - X（旧Twitter）
- ら (@yamazaki_sugara) - Instagram
- 山﨑すがら-白線とバランス - YouTubeチャンネル
- 黎地フィルム (@reichieiga) - X（旧Twitter）
- 黎地フィルム - YouTubeチャンネル
- 特撮研究ラボ - 公式ホームページ

- 日本一の晴れ男 - 山﨑すがらが監督・脚本を務めた映画